# ハブカズラ
ハブカズラ Epipremnum pinnatum はサトイモ科の植物。付着根で這い上がる蔓植物で、成長すると羽状に葉が裂ける。東南アジアに広く分布し、日本では琉球列島で広く見られる。

## 特徴
常緑性の蔓植物。地上部は全体に緑色をしている。茎は長く伸びて節々から根を出し、それによって樹木や岩の上に張り付く。ときおり分枝を出し、小枝はその表面が鞘状の托葉から分解した繊維に包まれる。茎の長さは5mに達し（10mになることもあるとも）、緑色で無毛、断面はほぼ円形、基部の方は木質化し、径4cmにもなる。葉は互生する。葉柄は長さ15-40cmになる。葉柄の縁には膜状の翼があり、基部は茎を抱く。葉身は薄い革質。葉身の形は成長によって変化する。幼いものでは狭卵形から卵状楕円形で、縁がすべてなめらかに続く完全な単葉から1～数カ所に切れ込みが入る。成長したものの葉は広卵状楕円形で長さ20-50cm、幅15-30cmになり、先端は鈍く尖るか鋭く尖り、時に鋭く突き出して尖る。基部は切り落としたような真っ直ぐから葉柄のつくところで多少凹む。主要な側脈は8-13本あって、それらの間を切るように深い切れ込みができる。それによって葉は左右不同に6-8個の裂片に分かれることになるが、この裂片は個々には鎌状をなして先端は鋭く尖り、葉の中央のものでその幅が4-5cmほどある。この切れ込む様子はいわゆるモンステラ、ホウライショウにも似ている。ちなみにマレシアでの記載ではさらに全体が大きく、茎の高さは15mまで、葉柄は60cmまで、葉身は長さ93cm、幅60cmにも達する。
開花の時期は5-6月。花序の柄は長さ5-10cmで、その先端に肉穂花序を1つつける。その基部に着く仏炎苞は長さ10-12cmで白緑色をしており、ボート状に開いて、その後に反り返り、すぐに落下する。花序そのものは柄がなく、円柱形で長さ10-15cm、幅2.5-3cm。花は肉穂花序の上に密生しており、すべて両性花である。花被はない。雄しべは4本で葯は卵状三角形、長さは2mm。雌しべは長さ4-5mm、花柱は太くて長さ約2mm、柱頭は平らになっている。胚珠は2-4個で、種子は長さ5mmになる。

## 分布と生育環境
日本では南西諸島の沖縄諸島から八重山諸島にかけて広く見られる。国外では台湾、中国大陸南部、東南アジアに分布する。これは本属の植物のうちで最も広いものである。
沖縄では人家の近くの低地の森林から山奥の森林まで広く普通に見られるものである。岩や樹幹に根で付着している。

## 類似種など
ハブカズラ属はサトイモ科ではモンステラなどに近縁なもので、本種の葉はモンステラに似たような裂け方をしているが、これは本属の特徴ではなく、単葉のものも多い。南アジアから東南アジア、中国南部などに約20種が知られるが、日本に分布するのは本種のみである。ただし、ヒメハブカズラ属 Rhaphidophora は本属とはまとめられたこともあり、かなりよく似た植物である。現在では本属の子房が1室なのに対してこの属では不完全ながら2室に分かれること、本属では胚珠は普通は2個(時に8個まで)であるのに対してこの属では多数である点などから別属となっているが、外見的にはよく似たものである。日本にはヒメハブカズラ R. liukiuensis とサキシマハブカズラ R. korthalsii の2種が知られ、いずれも石垣島と西表島に分布する。ヒメハブカズラは葉身の大きさが30cmほどで切れ込みが入らない。サキシマハブカズラは本種によく似ており、ただし葉身が90cmにも達する大きなものである。形態的には成葉では同じように羽状に深く裂ける点では共通し、葉質が革質で厚く、また羽状に裂けた裂片が菱形である点で異なる、と区別はかなり微妙であるが、幼い時期には葉にはほとんど柄がなく、茎は節の間が短く、つまり茎に多数の葉が並んでおり、その全体で基物に密着するような形になり、本種とは全く異なる姿をしている。ただし、この2種ともにこの地域では稀少なものである。
ちなみにハブカズラとサキシマハブカズラはいずれも東南アジアに広く分布し、そのような地域ではその判別が問題となる。繁殖可能な個体であれば上述のような区別点をもって明確に区別できるというが、未発達の段階ではかなり難しくなる。またほかにも本種と区別に困るものが Amydrium 属に2種ほどある。これらは葉柄の翼や鞘などの構造で区別できる。
分布域が広く、変異は幅が広い。また成長につれてその形が変わることもあり、多くの同物異名の学名があるが、総合的な研究では特に下位の分類群、たとえば変種などは設定されていない。
栽培植物として広く見られるオウゴンカズラ E. aureum は Pothos 属として記載されたためにこの名(ポトス)で呼ばれることもあるが、現在は本種と同属となっている。ただしこの種は野生状態が知られておらず、その分類的位置には様々の説や変遷があり、その中で本種に含まれるのではないかとの説が何度も提出されている。この種は斑入りであることを別にすれば本種に似ており、本種程度に大きくなるし、成長するとその葉は羽状に裂ける。ただし形態的にも若干の差はあり、葉はこの種の方がやや厚手で、葉幅は広く、また羽状に裂ける場合も裂け方が深くない。ただし現在ではこの種は別種との判断が出ている。
なお、沖縄では在来種でないものも栽培逸出で生育していることがままあり、オウゴンカズラもモンステラも見ることができるので、紛らわしいこともある。

## 利害
観賞用に栽培される。性質強健で栽培は容易である。日本ではさほど重視されない種であるが、熱帯地域ではより重要な栽培植物である。園芸植物大辞典(1994)には園芸品種等の記述はないが、Boyce(2004)には本種の園芸品種として次のようなものが示されている。
- 'Cebu Blue'：葉が淡い灰青色をしているもの。
- 'Ket Leaf'：葉の先端部が細くなり、半ばと基部は幅広くなり、全体の形が鍵のように見えるもの。
- 'New Guinea'：葉が小さくて深緑をしており、葉に穴が開くが羽状には裂けないもの。

また薬用の利用も知られ、茎葉が打ち身などに用いられることがある。
ちなみにマングースカズラと呼ばれるものがあり、ある本によるとそれは学名を E. mirabile といい、台湾から輸入したヘゴ材に着いていたものを起源とするが、耐久性も耐寒性もハブカズラより強く、ハブより強いとこの名が与えられたものだが、八重山諸島にも生育している、とする。しかし本属のものは日本には本種しか分布せず、また本種に似たものも上記のものしかなく、情報が混乱しているようである。YListにはこの和名も学名も掲載がなく、正体不明である。ただしBoyce(1998)にはこの学名が本種のシノニムとして記されており、園芸植物大事典(1994)では本種の学名としてこれをとっているので、種内変異の範囲らしい。